# A Fool and His Money (film 1925)
A Fool and His Money è un film muto del 1925 diretto da Erle C. Kenton. La sceneggiatura si basa sul romanzo A Fool and His Money di George Barr McCutcheon pubblicato a New York nel 1913.
Un precedente adattamento del romanzo di McCutcheon fu prodotto dalla Selznick Pictures nel 1920; sempre intitolato A Fool and his Money, il film fu diretto da Robert Ellis e aveva come interpreti principali Eugene O'Brien e Rubye de Remer.

## Trama
John Smart, dopo aver ereditato una fortuna dallo zio, compera un castello dal conte von Pless. Quando giunge al maniero, i domestici della casa lo accolgono freddamente, informandolo anche che il castello è infestato dai fantasmi. John scoprirà che il supposto fantasma non è altri che la moglie del conte, tenuta prigioniera insieme al suo bambino dagli ex domestici fedeli al vecchio proprietario, uomo crudele e malvagio. John promette di proteggerla ma il conte, informato dai servi, torna al castello con dei soldati per rapire la moglie che però riesce a fuggire. John, invece, viene arrestato e condannato per aver ostacolato la giustizia: il castello gli viene confiscato e lui è deportato negli Stati Uniti. Nel frattempo, il suo valletto arriva in America portando un tesoro che è riuscito a scoprire nel castello. Quella fortuna inaspettata permette a John di sposare la contessa dopo il suo divorzio da von Press.

## Produzione
Il film fu prodotto dalla Columbia Pictures Corporation.

## Distribuzione
Il copyright del film, richiesto dalla Columbia Pictures Corp., fu registrato il 24 gennaio 1925 con il numero LP21067. Distribuito dalla Columbia, il film uscì nelle sale USA il 1º gennaio 1925.